# Kingston (Isla Norfolk)
Kingston es la capital del territorio externo australiano de Isla Norfolk, situado en el Pacífico Sur, entre Australia, Nueva Zelanda y Nueva Caledonia. La ciudad se localiza en la costa meridional de la isla principal de este archipiélago, compuesto por otras dos islas (Isla Phillip e Isla Nepean).

## Historia
Este asentamiento se sitúa en el lugar donde el teniente británico Philip Gidley King y otros 22 colonos (incluyendo 9 convictos varones y 6 convictas mujeres) llegaron a la isla el 6 de marzo de 1788, poco menos de dos meses después de establecerse la colonia británica de Nueva Gales del Sur. Kingston sería así el asentamiento original de los colonos occidentales en Isla Norfolk. Sin embargo, este asentamiento fue abandonado en 1814, y los edificios fueron destruidos para evitar que otras personas los ocuparan. En 1825, la isla fue reocupada, esta vez como una colonia penal británica con capacidad para 2000 presos. La colonia ganó fama de someter a los prisioneros a un tratamiento brutal, y fue cerrada por la presión pública entre 1855 y 1856.
En el 2004, el ministro de Tierra y Ambiente australiano Ivens "Toon" Buffett fue asesinado en la ciudad; este fue el segundo asesinato conocido en la isla desde 1893.
En la actualidad, la ciudad es poco más que el centro administrativo de este territorio autónomo australiano, sin que funcione apenas como asentamiento. La capital de facto es la ciudad de Burnt Pine, en el interior de la isla, que es el verdadero centro económico y vital de la isla.

## Comunicaciones
El aeropuerto más cercano a Kingston es el de Isla Norfolk, desde el que la aerolínea local Norfolk Air y Air New Zealand conectan regularmente la isla con Auckland y con algunas de las principales ciudades australianas, como Brisbane, Melbourne, Newcastle o Sídney.
Asimismo, desde Kingston se puede llegar por carretera a la ciudad de Burnt Pine, en el interior de la isla.
Por vía marítima las comunicaciones son más complicadas. La Isla Norfolk tiene la mayoría de sus costas formadas por altos acantilados, por lo que hay pocas instalaciones portuarias seguras. Con este panorama las más seguras y utilizadas son los muelles de descarga que hay en la ribera de la propia ciudad de Kingston.

## Clima
| Parámetros climáticos promedio de Kingston | Parámetros climáticos promedio de Kingston | Parámetros climáticos promedio de Kingston | Parámetros climáticos promedio de Kingston | Parámetros climáticos promedio de Kingston | Parámetros climáticos promedio de Kingston | Parámetros climáticos promedio de Kingston | Parámetros climáticos promedio de Kingston | Parámetros climáticos promedio de Kingston | Parámetros climáticos promedio de Kingston | Parámetros climáticos promedio de Kingston | Parámetros climáticos promedio de Kingston | Parámetros climáticos promedio de Kingston | Parámetros climáticos promedio de Kingston |
| Mes                                        | Ene.                                       | Feb.                                       | Mar.                                       | Abr.                                       | May.                                       | Jun.                                       | Jul.                                       | Ago.                                       | Sep.                                       | Oct.                                       | Nov.                                       | Dic.                                       | Anual                                      |
| ------------------------------------------ | ------------------------------------------ | ------------------------------------------ | ------------------------------------------ | ------------------------------------------ | ------------------------------------------ | ------------------------------------------ | ------------------------------------------ | ------------------------------------------ | ------------------------------------------ | ------------------------------------------ | ------------------------------------------ | ------------------------------------------ | ------------------------------------------ |
| Temp. máx. media (°C)                      | 25.6                                       | 25                                         | 24.4                                       | 22.8                                       | 20.6                                       | 19.4                                       | 18.3                                       | 18.3                                       | 19.4                                       | 20.6                                       | 22.2                                       | 23.9                                       | 21.7                                       |
| Temp. mín. media (°C)                      | 19.4                                       | 20                                         | 19.4                                       | 18.3                                       | 16.1                                       | 15.6                                       | 13.9                                       | 13.3                                       | 13.9                                       | 15.6                                       | 16.7                                       | 18.3                                       | 16.7                                       |
| Precipitación total (mm)                   | 83.8                                       | 109.2                                      | 94                                         | 127                                        | 144.8                                      | 139.7                                      | 154.9                                      | 137.2                                      | 94                                         | 94                                         | 66                                         | 86.4                                       | 1331                                       |
| Fuente: Weatherbase                        |                                            |                                            |                                            |                                            |                                            |                                            |                                            |                                            |                                            |                                            |                                            |                                            |                                            |

## Imágenes

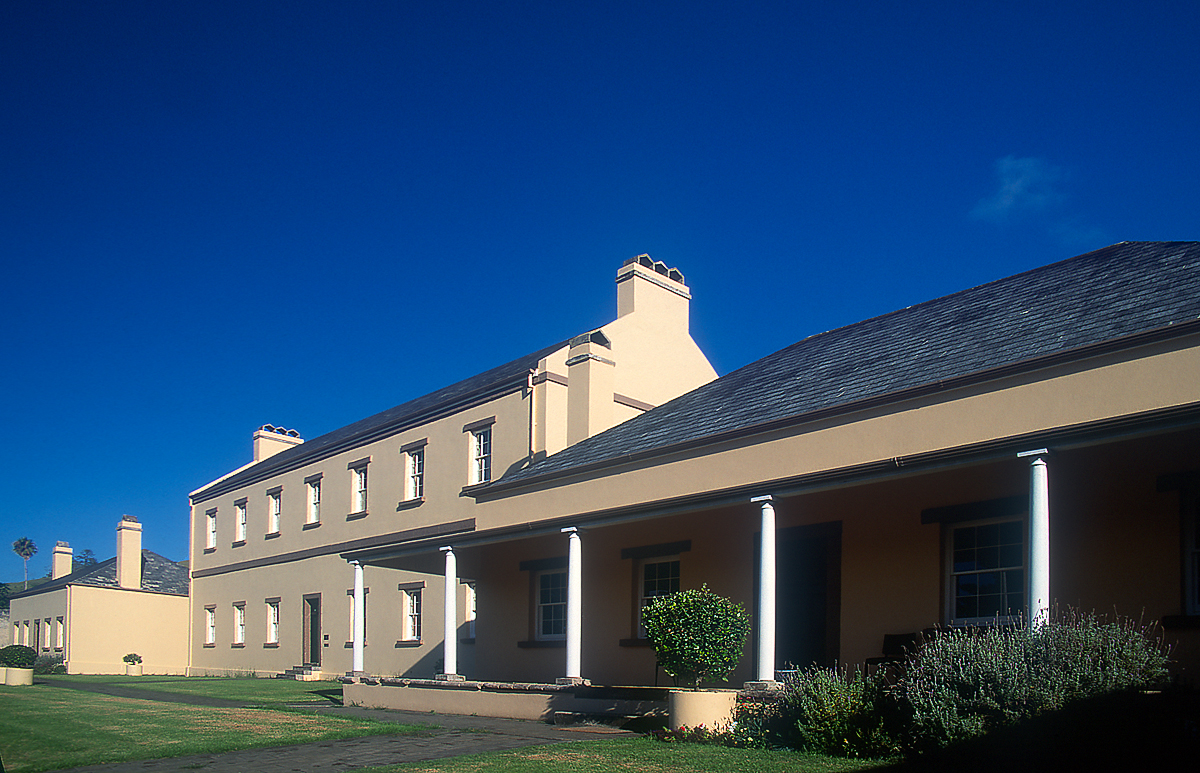
Edificios del penal.
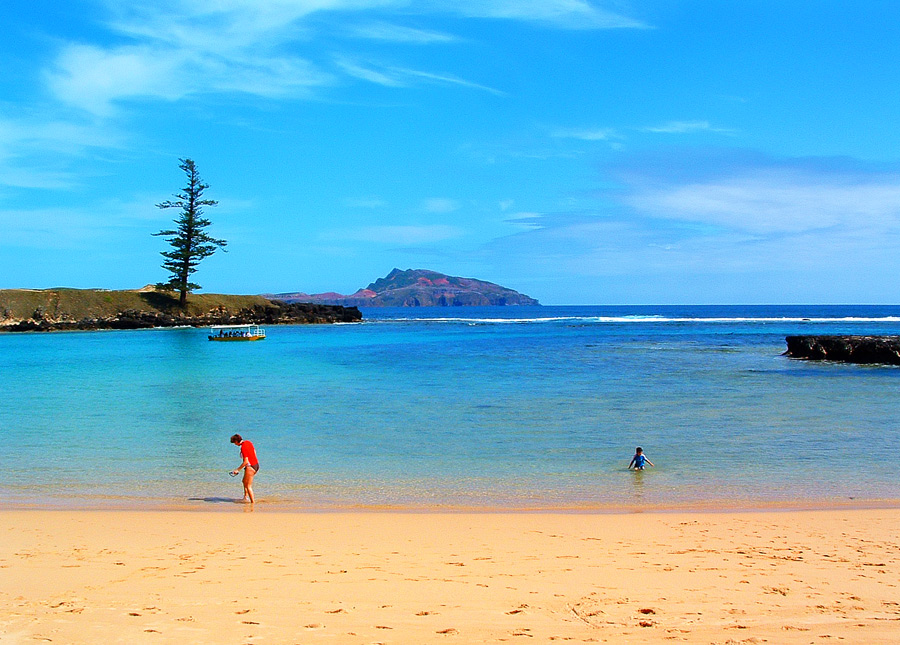
Emily Bay.
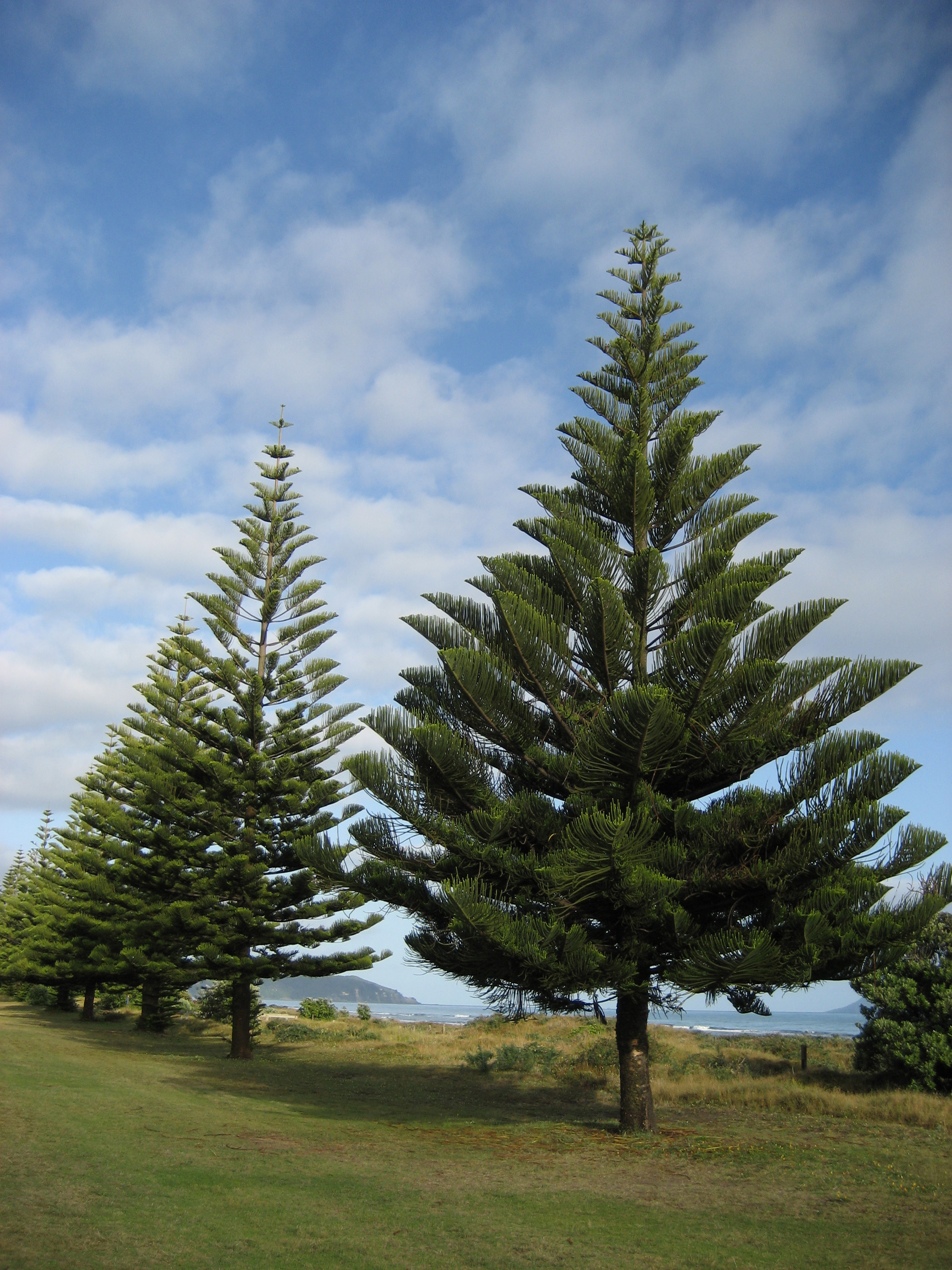
Araucaria de la Isla de Norfolk.
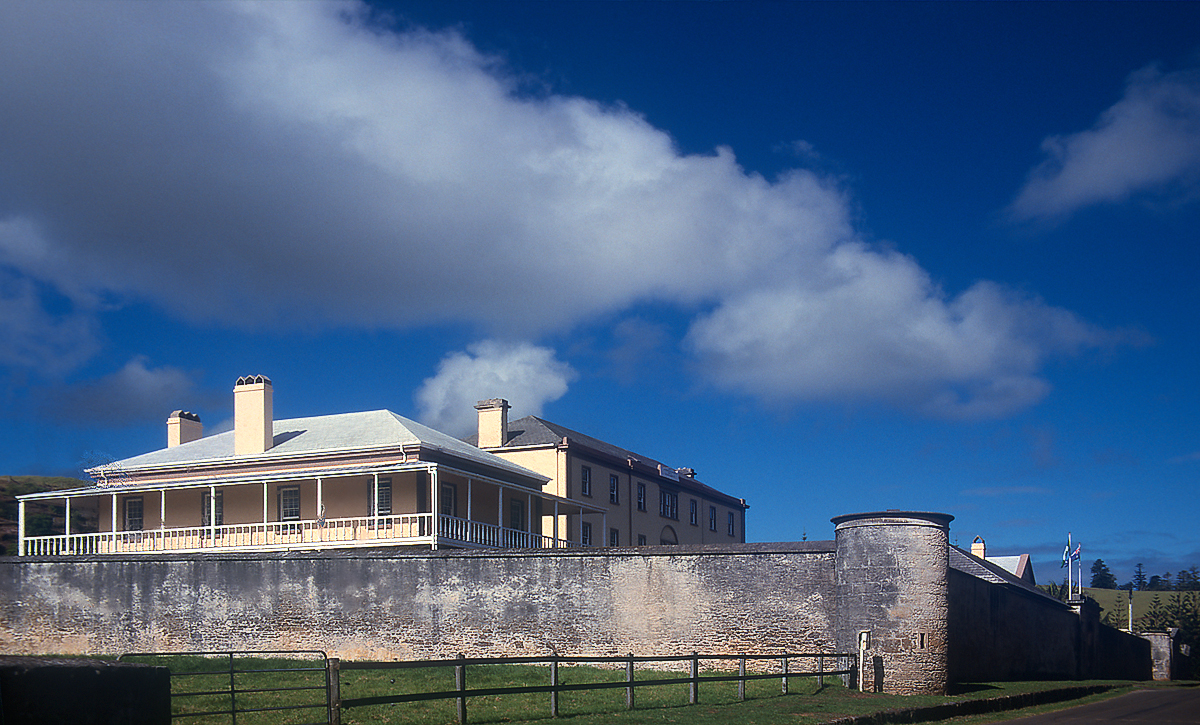
Ruinas del antiguo penal.
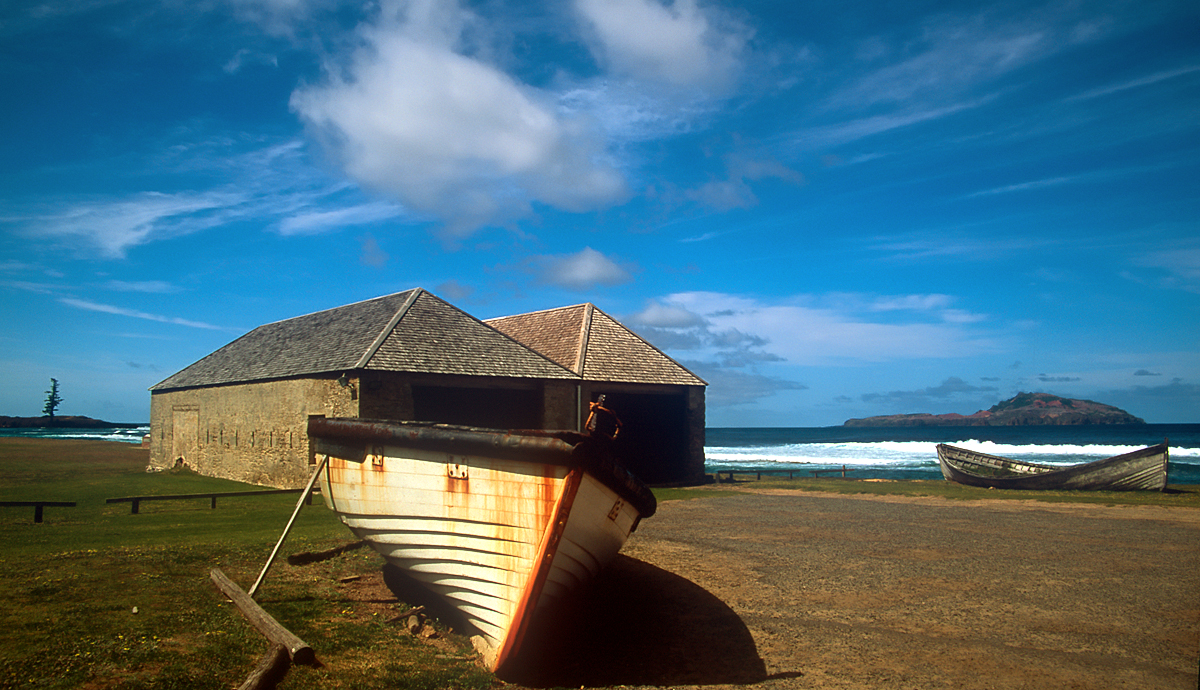
Embarcanción atracada en Kingston.
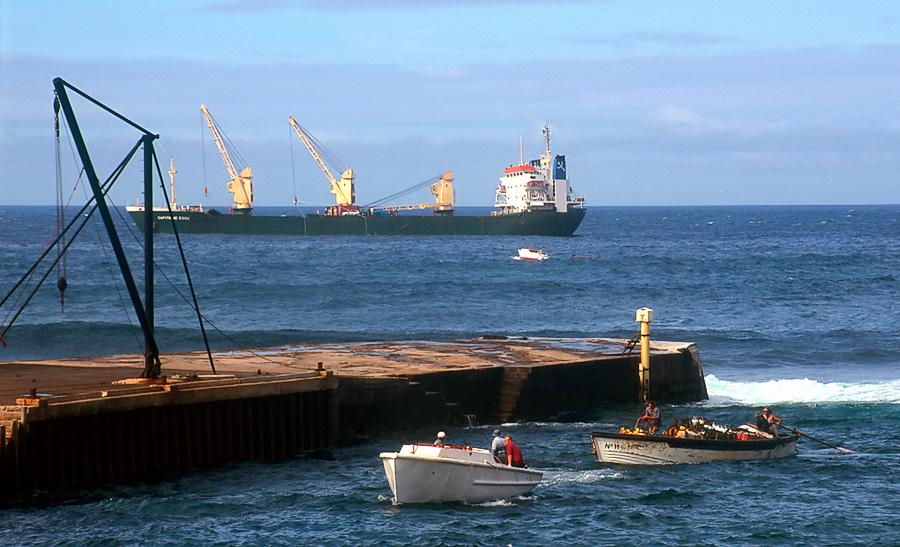
Barco atracando en los muelles de la isla.